# Chuyến bay 101 của Fine Air
Chuyến bay 101 của Fine Air là chuyến bay chở hàng theo lịch trình từ Sân bay quốc tế Miami đến Sân bay quốc tế Las Américas, do McDonnell Douglas DC-8-61F, số đăng ký N27UA điều hành, đã bị rơi sau khi cất cánh vào ngày 7 tháng 8 năm 1997, tại Sân bay quốc tế Miami. Cả 4 người trên máy bay và một người trên mặt đất đều thiệt mạng.